# فهرست هندی‌های برنده جایزه نوبل

فهرست هندی‌های برنده جایزه نوبل برندگانی را شامل می‌شود که شهروند هند یا دارای اقامت هند یا از پدر و مادری هندی بوده‌اند. جایزه نوبل مجموعه‌ای از جوایز بین‌المللی سالانه است که به کسانی که بیشترین سود را به بشریت رسانده‌اند، در رشته‌های فیزیک، شیمی، فیزیولوژی یا پزشکی، ادبیات، صلح و علوم اقتصاد اعطا می‌شود و بنا بر آخرین وصیت‌نامه آلفرد نوبل شیمی‌دان سوئدی تأسیس شده‌است که مشخص می‌کند بخشی از ثروت او برای ایجاد جوایز استفاده می‌شود. هر برنده (گیرنده) مدال طلا، دیپلم و مبلغی دریافت می‌کند که هر ساله توسط بنیاد نوبل تصمیم گرفته می‌شود. فرهنگستان پادشاهی علوم سوئد اهدای جایزه نوبل شیمی، جایزه نوبل فیزیک و جایزه یادبود نوبل علوم اقتصاد بانک مرکزی سوئد را بر عهده دارد؛ اعطای جوایز نوبل فیزیولوژی و پزشکی بر عهده مجمع نوبل در موسسه کارولینسکای سوئد می‌باشد؛ همچنین، آکادمی سوئد جایزه نوبل ادبیات را اعطا می‌کند و کمیته نوبل نروژ، جایزه صلح نوبل را به برندگان اهدا می‌کند.
از زمان تأسیس بنیاد نوبل در سال ۱۹۰۱ تا سال ۲۰۱۹ این جایزه، ۵۹۷ بار به ۹۵۰ شخص و سازمان اعطا شده‌است که برخی از افراد بیش از یک بار جایزه گرفتند. در مجموع این تعداد شامل ۲۷ سازمان و ۹۰۸ شخص مجزا می‌شود. از کل دریافت‌کنندگان، ۱۳ نفر از مردم هند هستند (پنج شهروند هندی و هشت نفر از والدین هندی یا دارای اقامت هند). رابیندرانات تاگور اولین شهروند هند بود که این جایزه به وی اعطا شد و همچنین اولین فرد آسیایی دریافت‌کننده جایزه نوبل بود که در سال ۱۹۱۳ جایزه نوبل ادبیات به او اعطا شد و مادر ترزا تنها زن در بین فهرست گیرندگان است. سری اوروبیندو شاعر ملی‌گرا، فیلسوف و توسعه‌دهنده یوگا انتگرال از سرشناس‌ترین افراد ناموفق برای دریافت جایزه نوبل ادبیات در سال ۱۹۴۳ و جایزه صلح نوبل در سال ۱۹۵۰ بوده‌است.
در اول دسامبر سال ۱۹۹۹، کمیته نوبل نروژ تأیید کرد که مهاتما گاندی پنج بار نامزد جایزه صلح شد (از سال ۱۹۳۷ تا ۱۹۳۹، در سال ۱۹۴۷ و چند روز قبل از ترور در ژانویه ۱۹۴۸). در سال ۲۰۰۶، جیر لوندستاد، دبیر کمیته نوبل نروژ، از او به عنوان بزرگترین فرد نادیده گرفته شده در تاریخ ۱۰۶ ساله بنیاد نوبل یاد کرد.

## برندگان جایزه

### افراد راج بریتانیا یا شهروندان هندی
| سال                                                               | برنده                                         | برنده             | رشته         | دلیل اهدای جایزه | م.     |
| ----------------------------------------------------------------- | --------------------------------------------- | ----------------- | ------------ | --- | ------ |
| در زمان اعطای جایزه نوبل، شهروند راج بریتانیا بوده‌اند.            |                                               |                   |              | |        |
| ۱۹۱۳                                                              | Portrait of Rabindranath Tagore taken in 1909 | رابیندرانات تاگور | ادبیات       | «احساسات عمیقش، اشعار تازه و زیبا، که به وسیله آن با مهارت کامل، اندیشه شعری خودش را ساخت. بیان اشعار انگلیسی بخشی از ادبیات غرب است.» | [ ۱۳ ] |
| ۱۹۳۰                                                              | Portrait of Sir CV Raman                      | سی وی رامان       | فیزیک        | «کار بر روی تفرق نور و کشف اثری که به نام او پراکندگی رامان نام‌گذاری شد.»                                                              | [ ۱۴ ] |
| در زمان اعطای جایزه نوبل به عنوان شهروند جمهوری هند معرفی شده‌اند. |                                               |                   |              | |        |
| ۱۹۷۹                                                              | Portrait of Mother Teresa captured in 1994    | مادر ترزا         | صلح          | «به رسمیت شناختن کارهای او برای کاهش رنج بشریت و بنیانگذاری جمعیت مبلغان خیریه»                                                        | [ ۱۵ ] |
| ۱۹۹۸                                                              | Picture of Amartya Sen                        | آمارتیا سن        | علوم اقتصادی | «مشارکت‌هایش در نظریه اقتصاد رفاه» | [ ۱۶ ] |
| ۲۰۱۴                                                              | Photograph of Kailash Satyarthi               | کایلاش ساتیارتی   | صلح          | «مبارزه علیه سرکوب کودکان و جوانان و تلاش برای حق تحصیل تمامی کودکان»                                                                  | [ ۱۷ ] |

### متولد هند
برندگانی که به عنوان شهروند هندی زاده شدند اما هنگام دریافت این جایزه شهروند کشور دیگری بوده‌اند.
| سال  | برنده                                                                  | برنده                  | ملیت                                                           | رشته               | دلیل اهدای جایزه                                                           | م.     |
| ---- | ---------------------------------------------------------------------- | ---------------------- | -------------------------------------------------------------- | ------------------ | -------------------------------------------------------------------------- | ------ |
| ۱۹۶۸ | Picture of Har Gobind Khorana                                          | هار گوبیند کورانا      | ایالات متحده آمریکا · (متولد رائی‌پور، پاکستان)                 | فیزیولوژی یا پزشکی | «تفسیر رمز ژنتیکی و عملکرد آن در زیست‌ساخت پروتئین»                         | [ ۱۸ ] |
| ۱۹۸۳ | Picture of Subrahmanyan Chandrasekhar                                  | سوبرامانیان چاندراسخار | ایالات متحده آمریکا · (متولد لاهور، پاکستان)                   | فیزیک              | «مطالعات نظری خود در مورد فرایندهای فیزیکی در مورد ساختار و تحول ستاره‌ها»  | [ ۱۹ ] |
| ۲۰۰۹ | ونیکی راماکریشانان                                                     | ونکاترامان راماکریشنان | هند · (متولد چیدامبارام، هند) · بریتانیا · ایالات متحده آمریکا | شیمی               | «مطالعه بر روی ساختار و عملکرد ریبوزوم از طریق کریستالوگرافی ماکرومولکولی» | [ ۲۰ ] |
| ۲۰۱۹ | کتاب جایزه کتاب سال Abhijit Banerjee FT Goldman Sachs 2011 (برش خورده) | آبیجیت بنرجی           | ایالات متحده آمریکا · (متولد بمبئی، هند)                       | علوم اقتصاد        | «رویکرد تجربی آنها در کاهش جهانی فقر»                                      | [ ۲۱ ] |

### دیگران
برندگانی که در هند زاده شده یا اقامت داشته‌اند ولی شهروند هند نبودند.
| سال  | برنده                       | برنده                 | کشور محل اقامت                          | رشته               | دلیل اهدای جایزه | م.     |
| ---- | --------------------------- | --------------------- | --------------------------------------- | ------------------ | --- | ------ |
| ۱۹۰۲ | Portrait of Ronald Ross     | رونالد راس            | بریتانیا · (متولد المورا، راج بریتانیا) | فیزیولوژی یا پزشکی | «پژوهش‌هایش در زمینه انتقال انگل مالاریا توسط پشه که از این طریق پایه و اساس تحقیقات موفق در مورد این بیماری و روش‌های مبارزه با آن حاصل شد.»                                                  | [ ۲۲ ] |
| ۱۹۰۷ | Portrait of Rudyard Kipling | رودیارد کیپلینگ       | بریتانیا · (متولد بمبئی، راج بریتانیا)  | ادبیات             | «داستان‌ها، رمان‌ها و اشعارش و قدرت مشاهده و تخیل پیشرو و اثر به اوج رسیده مفاهیم و هنر توصیف که وجه بارز آفرینشهای این نویسنده برجسته است.»                                                   | [ ۲۳ ] |
| ۱۹۸۹ | Picture of Dalai Lama       | چهاردهمین دالایی لاما | هند · (متولد تاکسر، تبت)                | صلح                | «مبارزه‌اش برای آزادی تبت او مُصرانه در مقابل استفاده از خشونت ایستادگی کرده و در مقابل از راه حل‌های مبتنی بر رواداری و احترام متقابل به منظور حفظ میراث تاریخی و فرهنگی مردمش حمایت کرده‌است.» | [ ۲۴ ] |

## یادداشت
1. ↑  جایزهٔ یادبود نوبل در اقتصاد در سال ۱۹۶۸ توسط بانک مرکزی سوئد پایه‌گذاری شد و برای نخستین بار در سال ۱۹۶۹ اهدا شد. بر خلاف سایر جوایز نوبل، جایزهٔ نوبل اقتصاد توسط بنیاد نوبل اعطا نمی‌شود و به همین خاطر جزء جوایز رسمی نوبل محسوب نمی‌شود. با این حال، روند اعطای جایزه مشابه جوایزی است که بنیاد نوبل اعطا می‌کند و تحت نظارت این بنیاد انجام می‌شود.[۱]
2. ↑  زاده اسکوپیه، امپراتوری عثمانی
3. ↑  به‌طور مشترک با ملاله یوسف‌زی
4. ↑  به‌طور مشترک با رابرت دبلیو. هالی و مارشال وارن نایرنبرگ
5. ↑  به‌طور مشترک با ویلیام آلفرد فاولر
6. ↑  به‌طور مشترک با توماس استیتز و عادا یونات
7. ↑  به‌طور مشترک با استر دوفلو، و همسر او میخائیل کرمر.